# Biserica reformată din Chinari

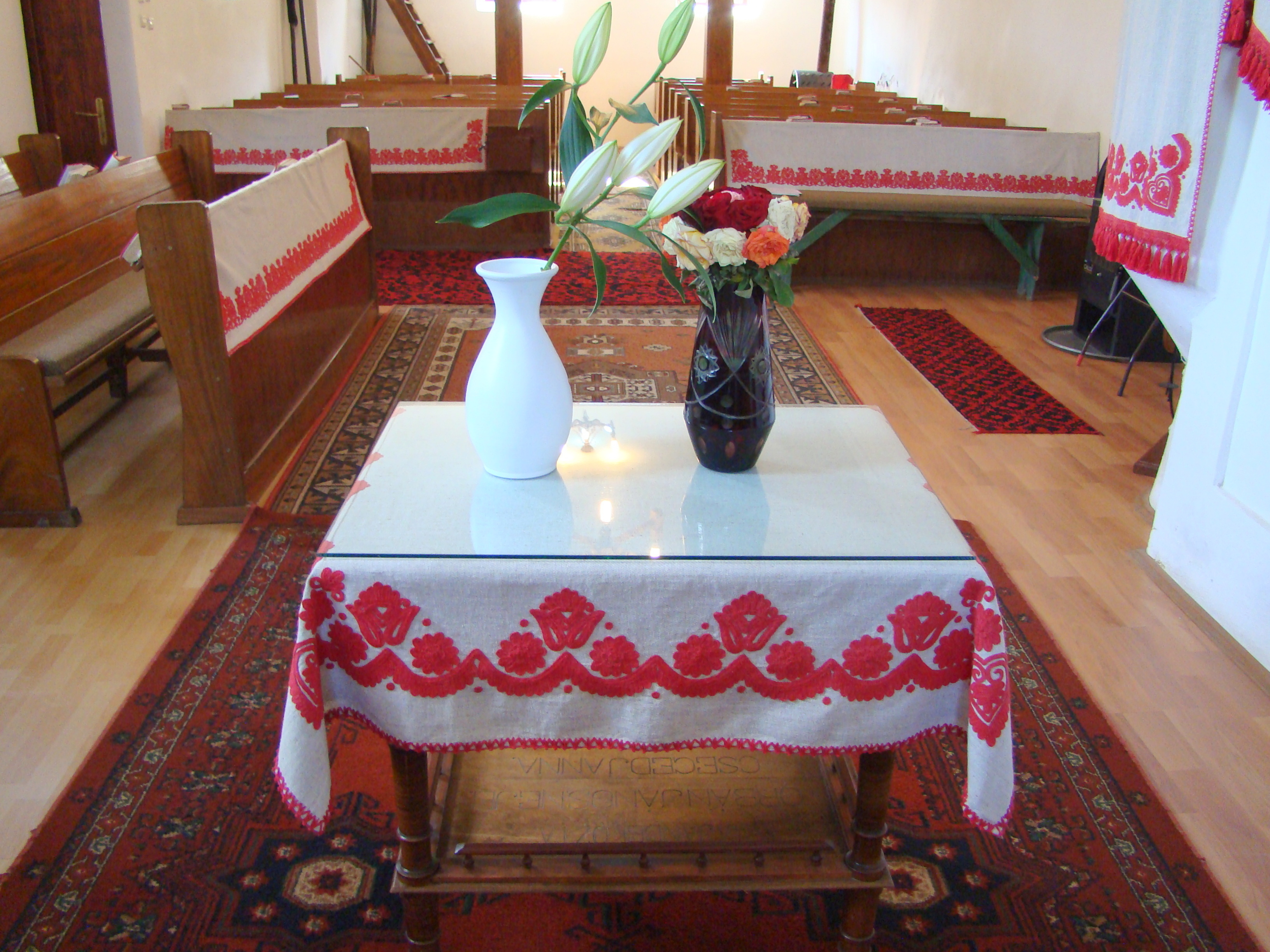
Masa Domnului

Biserica reformată din Chinari este un monument istoric aflat pe teritoriul satului Chinari, comuna Sântana de Mureș. În Repertoriul Arheologic Național, monumentul apare cu codul 114480.03.01.

## Localitatea
Chinari (în maghiară Várhegy) este un sat în comuna Sântana de Mureș din județul Mureș, Transilvania, România. Prima menționare documentară a satului Chinari este din anul 1319.

## Biserica
Biserica veche a așezării datează din secolul al XIII-lea, dar au rămas până în zilele noastre doar câteva dintre trăsăturile sale romanice: absida semicirculară și sanctuarul.
În secolul al XVI-lea, credincioșii catolici, împreună cu biserica, s-au reformat.
Până în 1909, biserica ajunsese într-o stare avansată de degradare și devenise inutilizabilă. Prin urmare a fost complet renovată, cu fonduri din donații, de către pastorul din Curteni, Jenő Farkas.
Biserica a fost mărită, iar lângă zidul său sud-vestic a fost construit un turn. Atunci clopotnița din lemn a fost demolată. Clopotul mic, turnat în 1725, a fost rechiziționat în timpul Primului Război Mondial. Avea inscripția: „Homo Memento Mori.Ev.Ref.Pinar.A.1725".
Timp de secole, congregația a fost o filie aparținând de parohia Curteni. În octombrie 1999 a devenit parohie independentă. Pastorii care au slujit până acum în această localitate: József Gál (1999-2002) și Tünde Szabó (2002–).

## Imagini din exterior

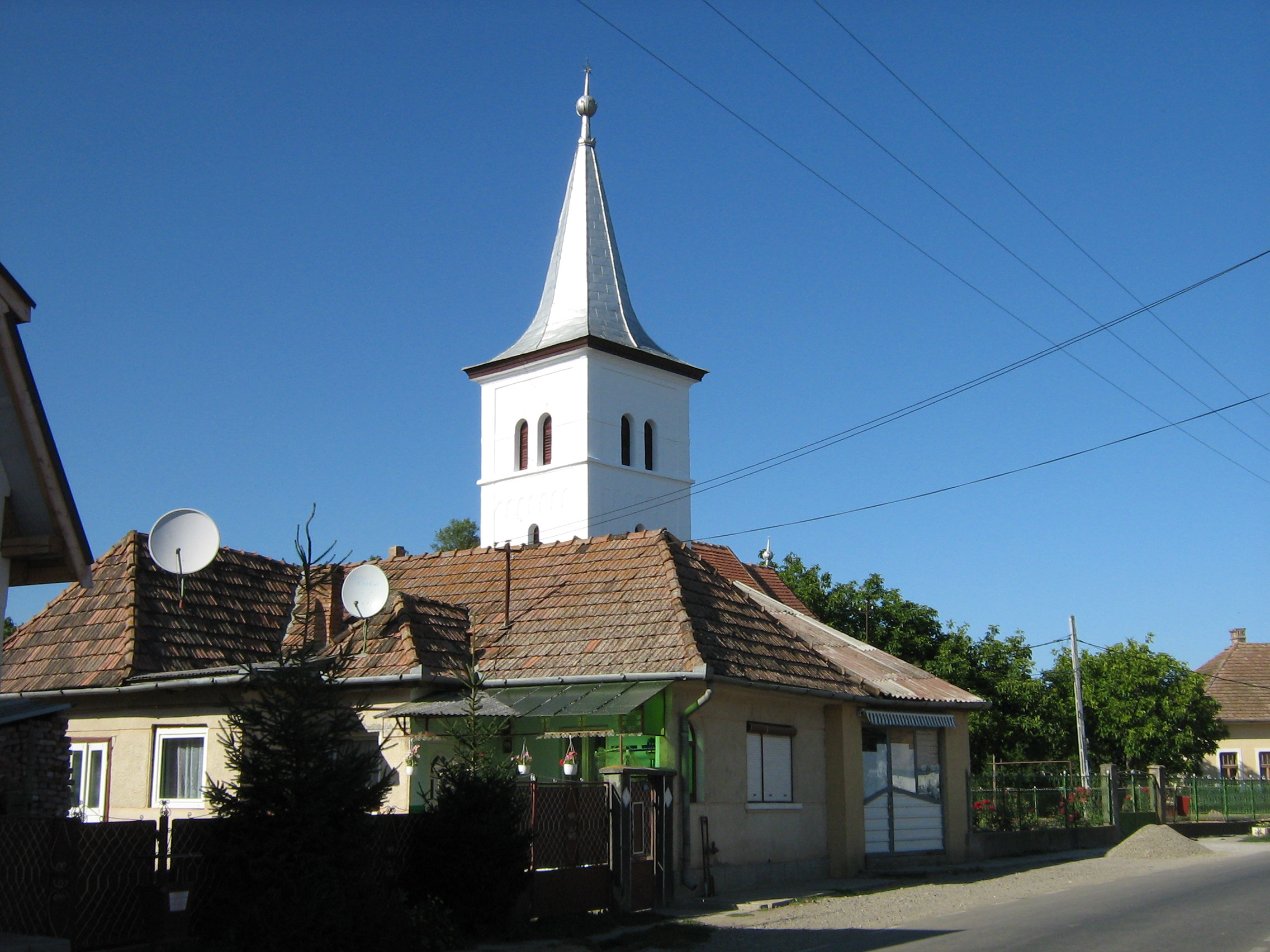
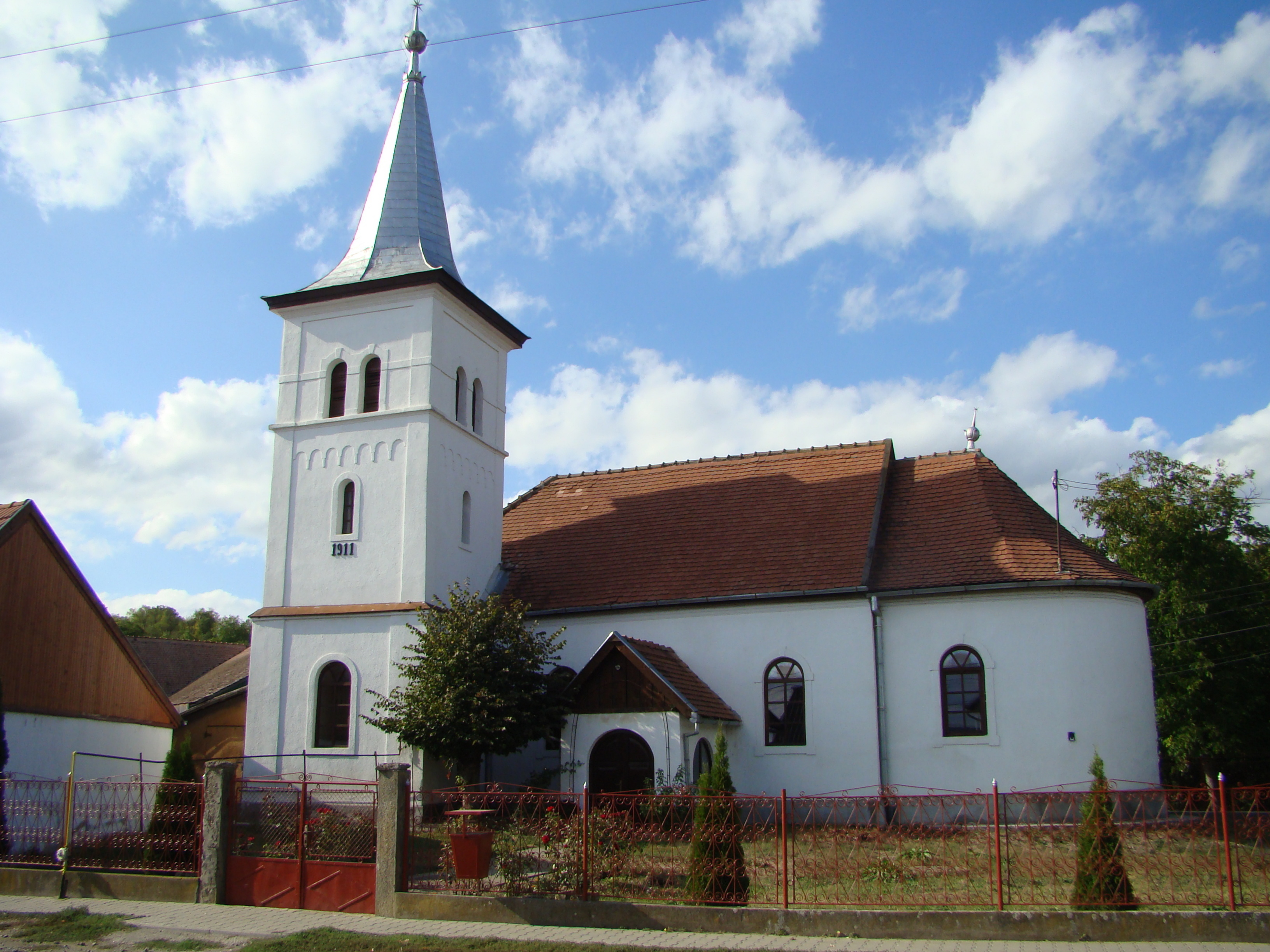
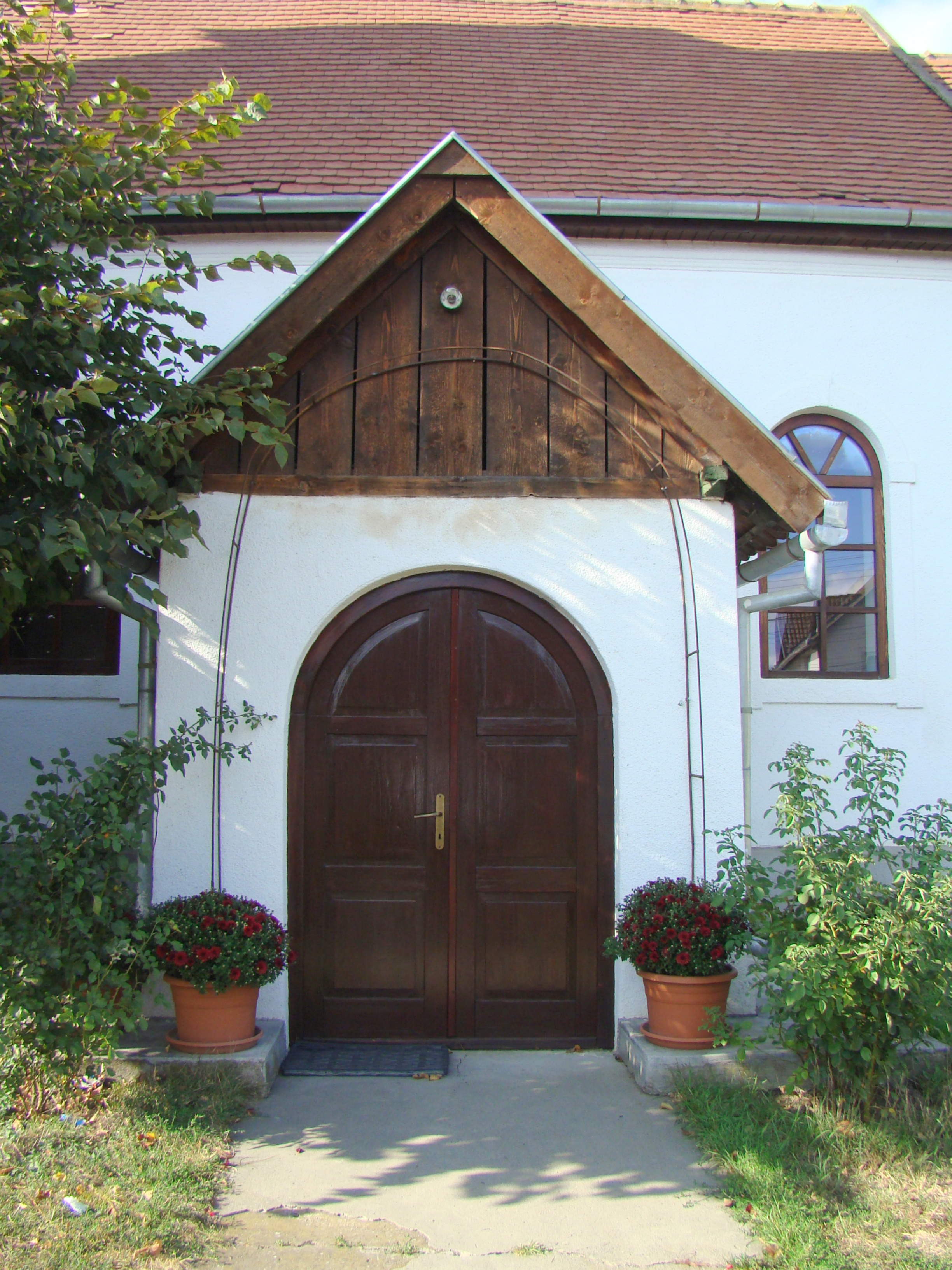
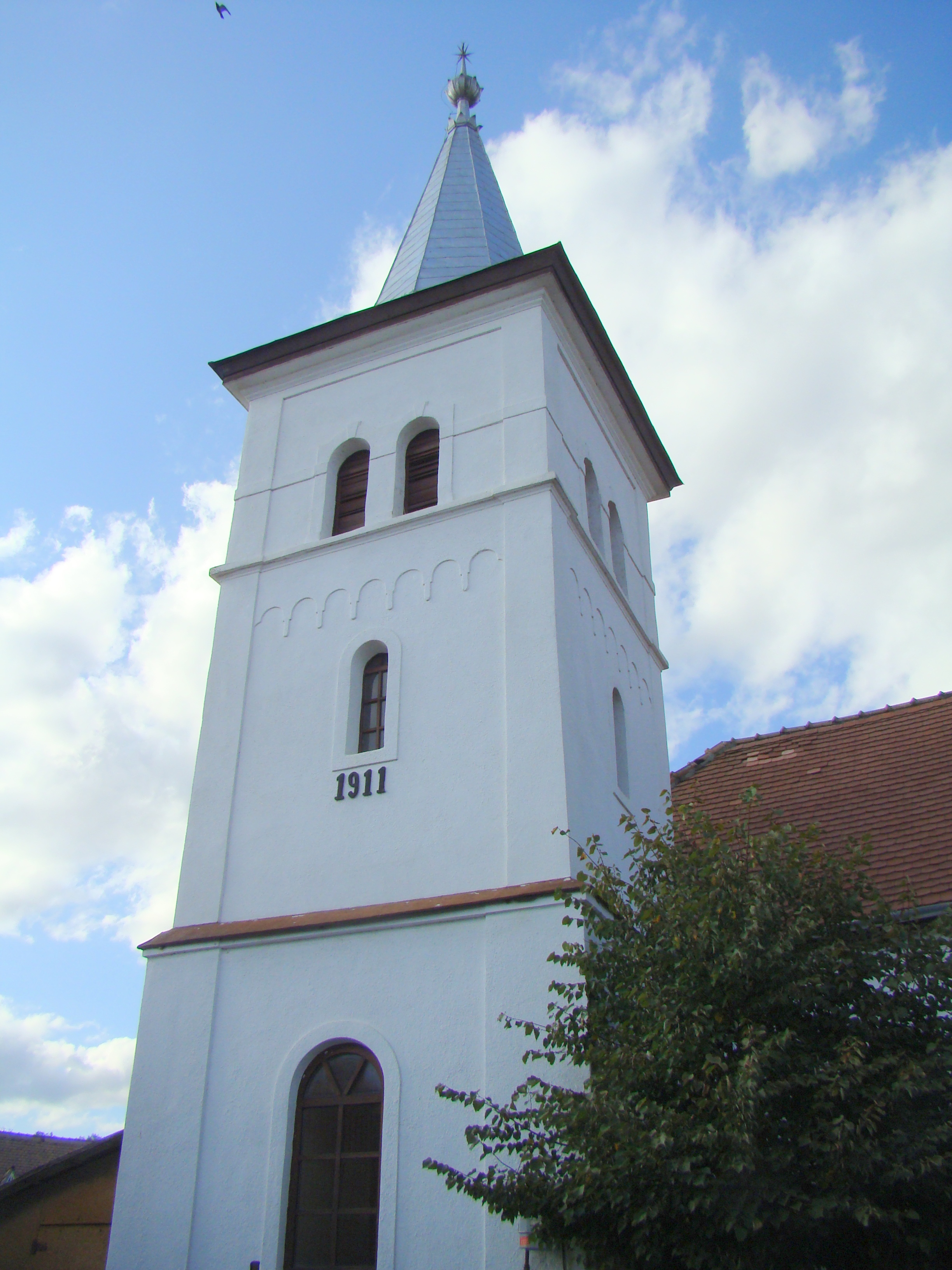
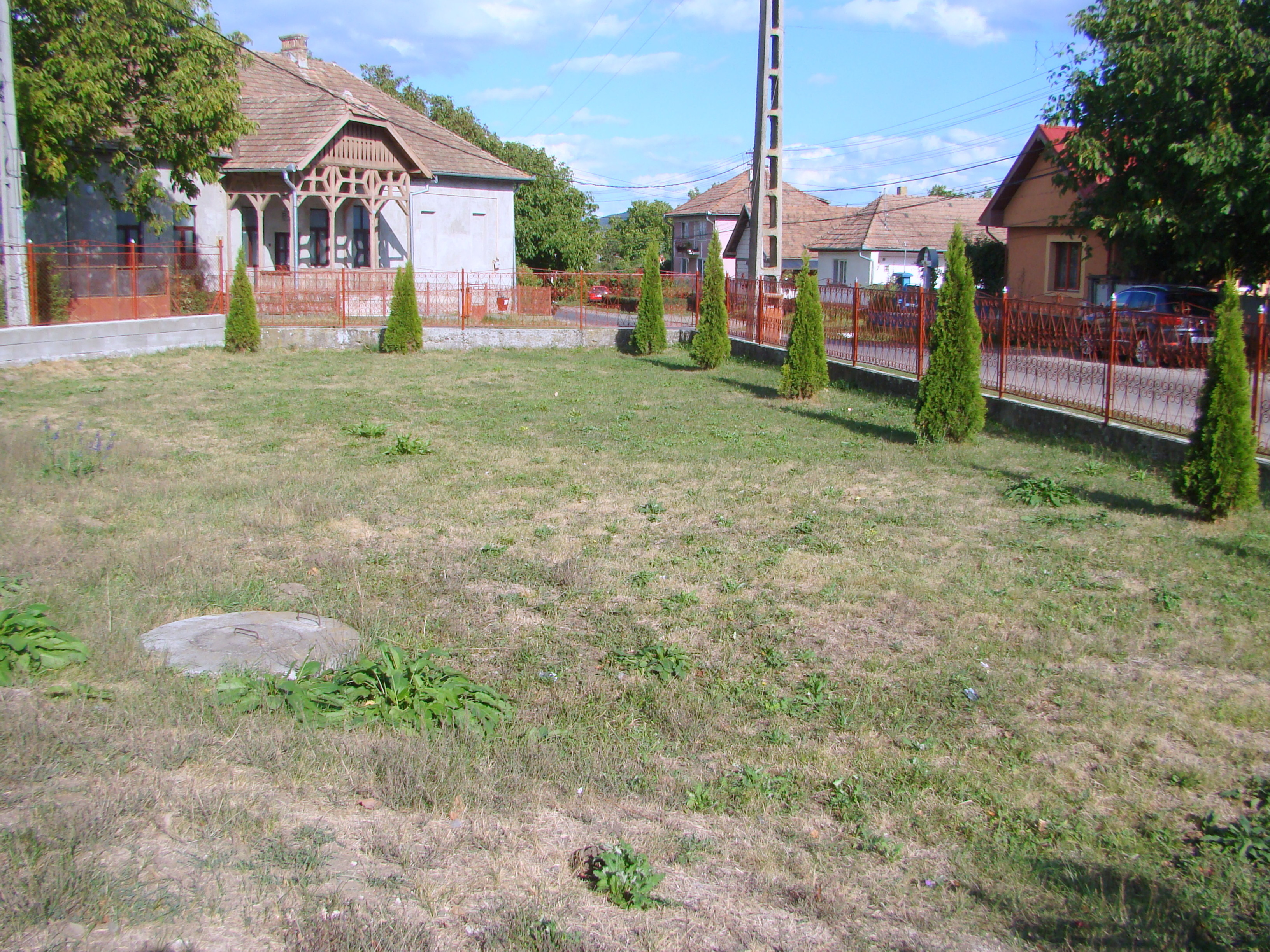
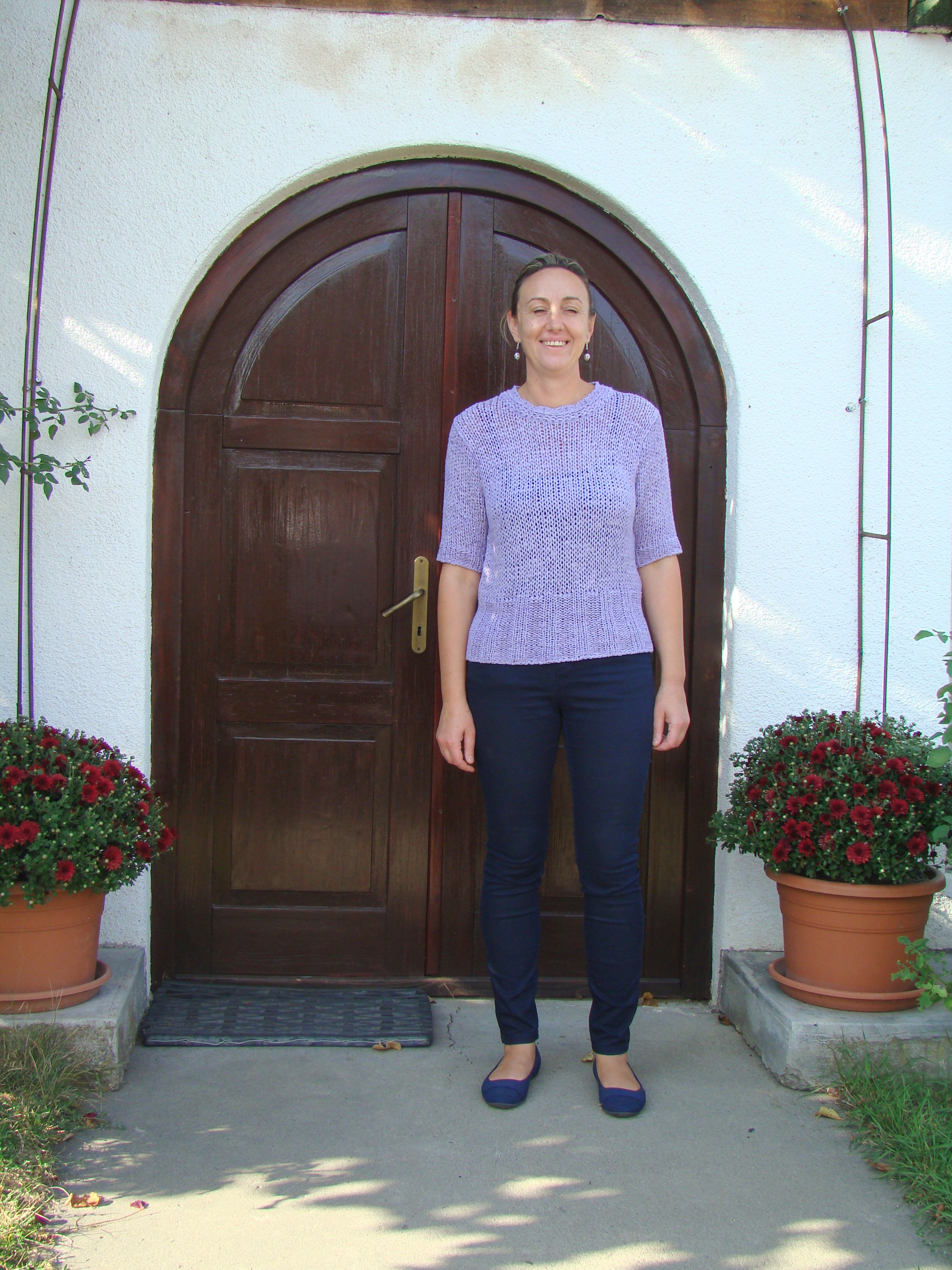
Pastorul reformat din satul Chinari: Szabó Tünde
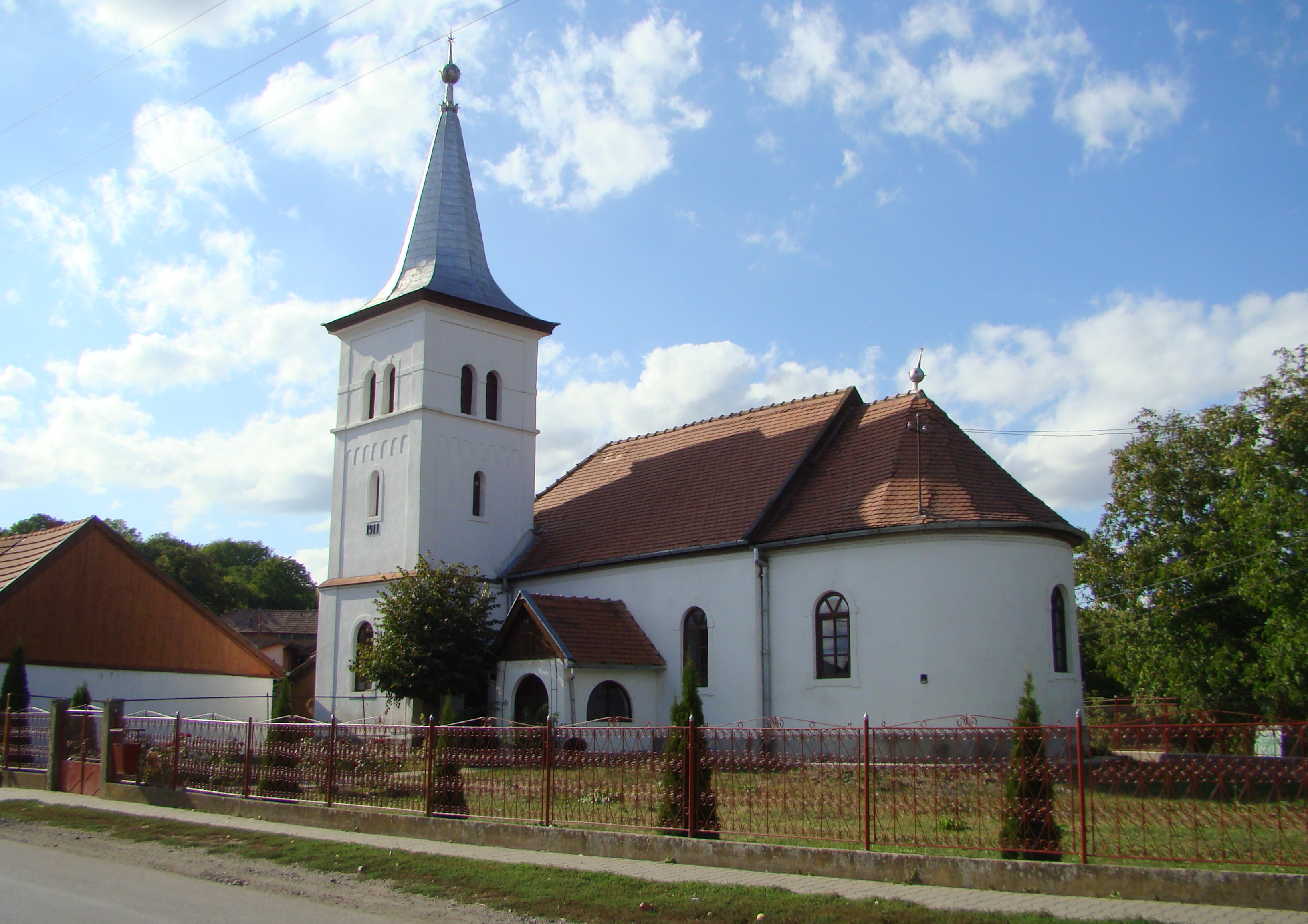
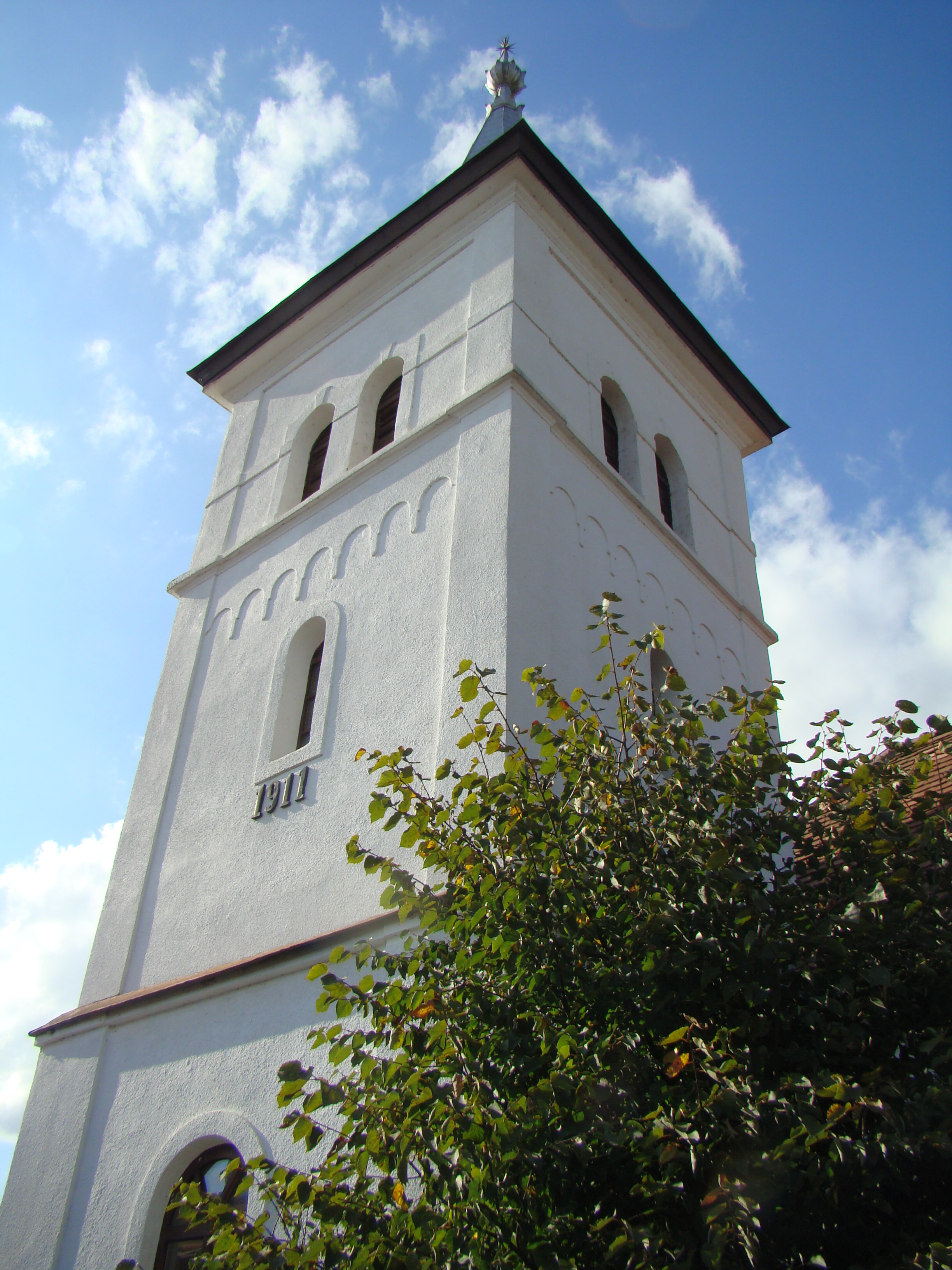
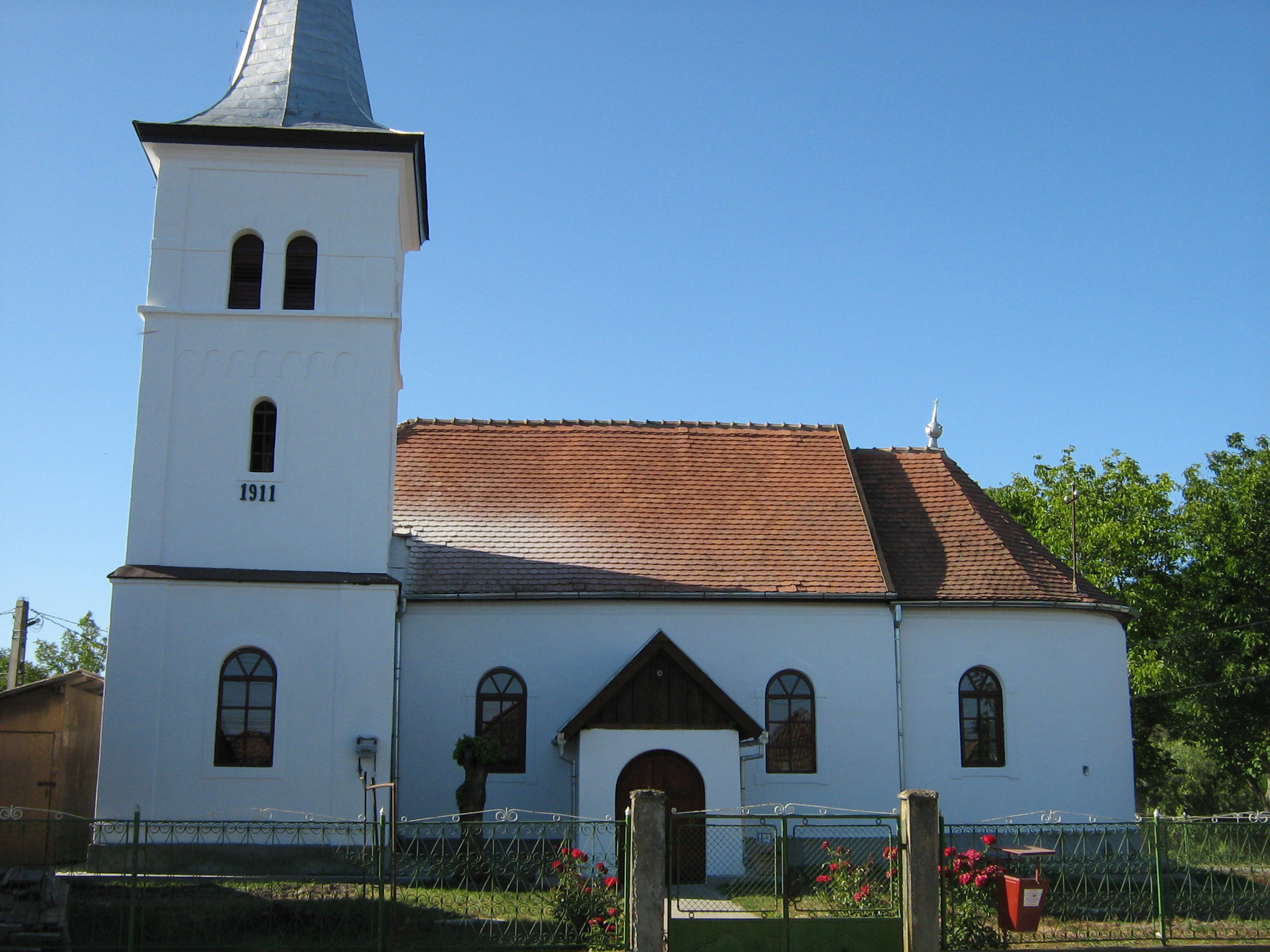
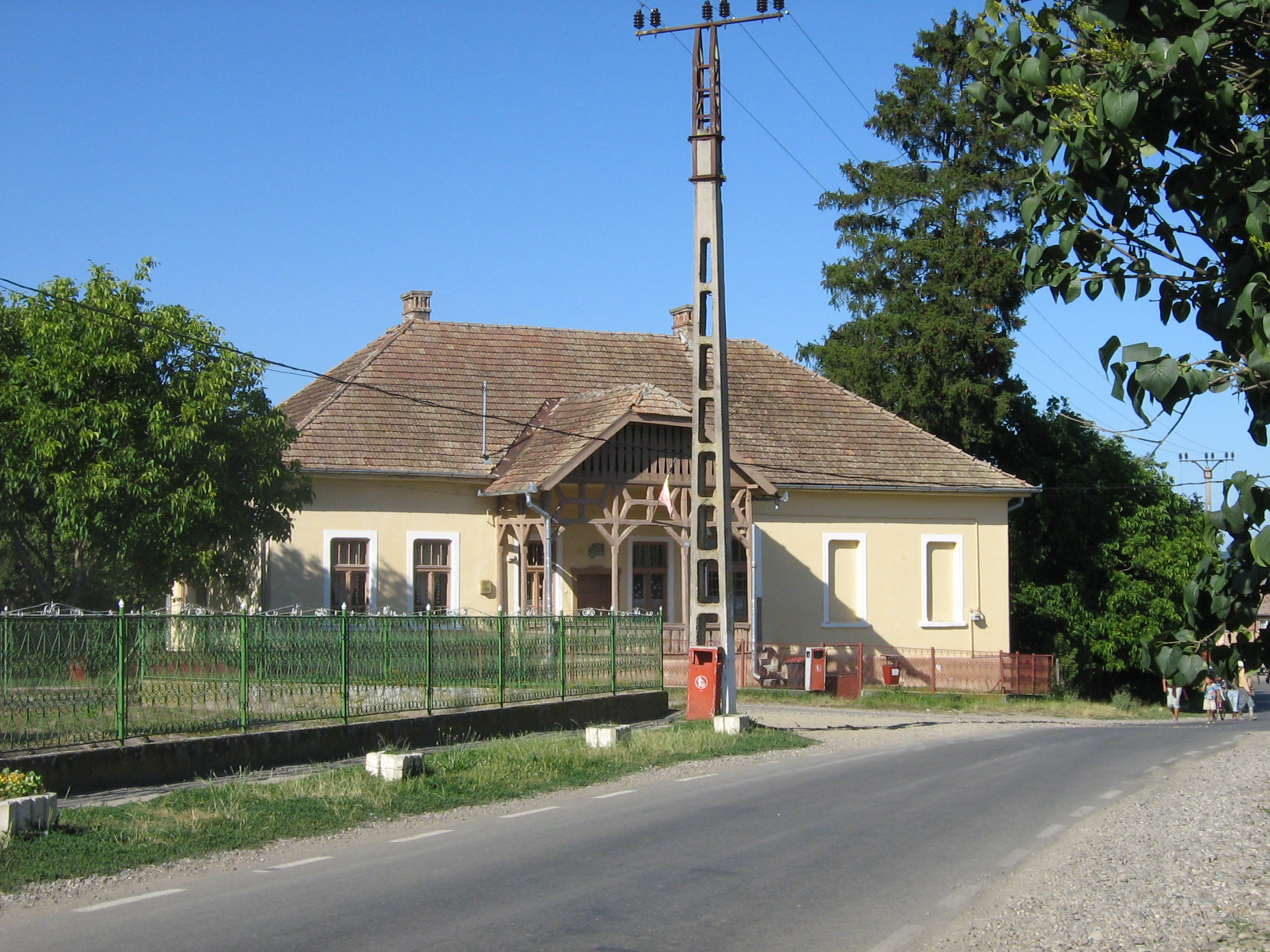

## Imagini din interior

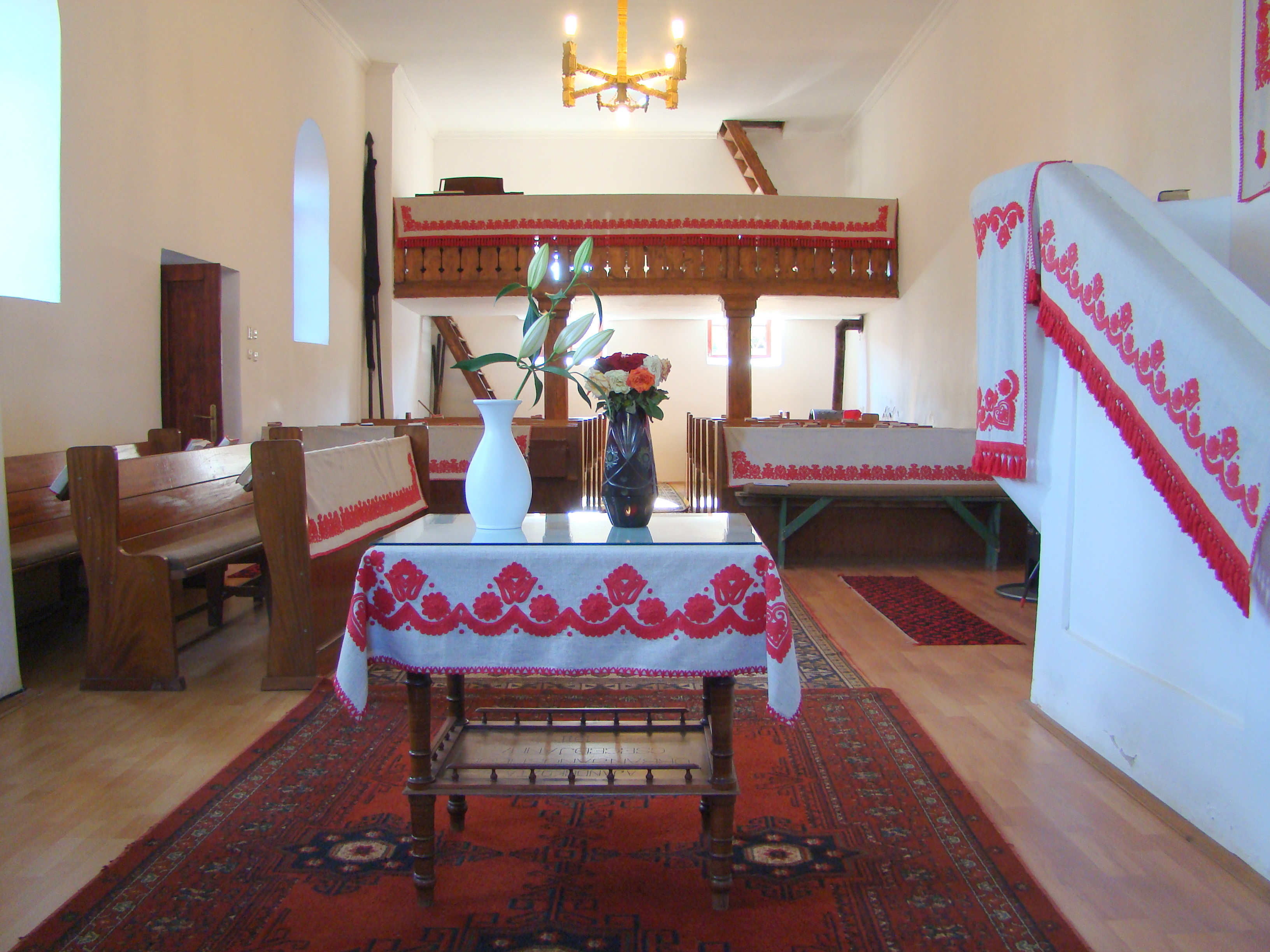
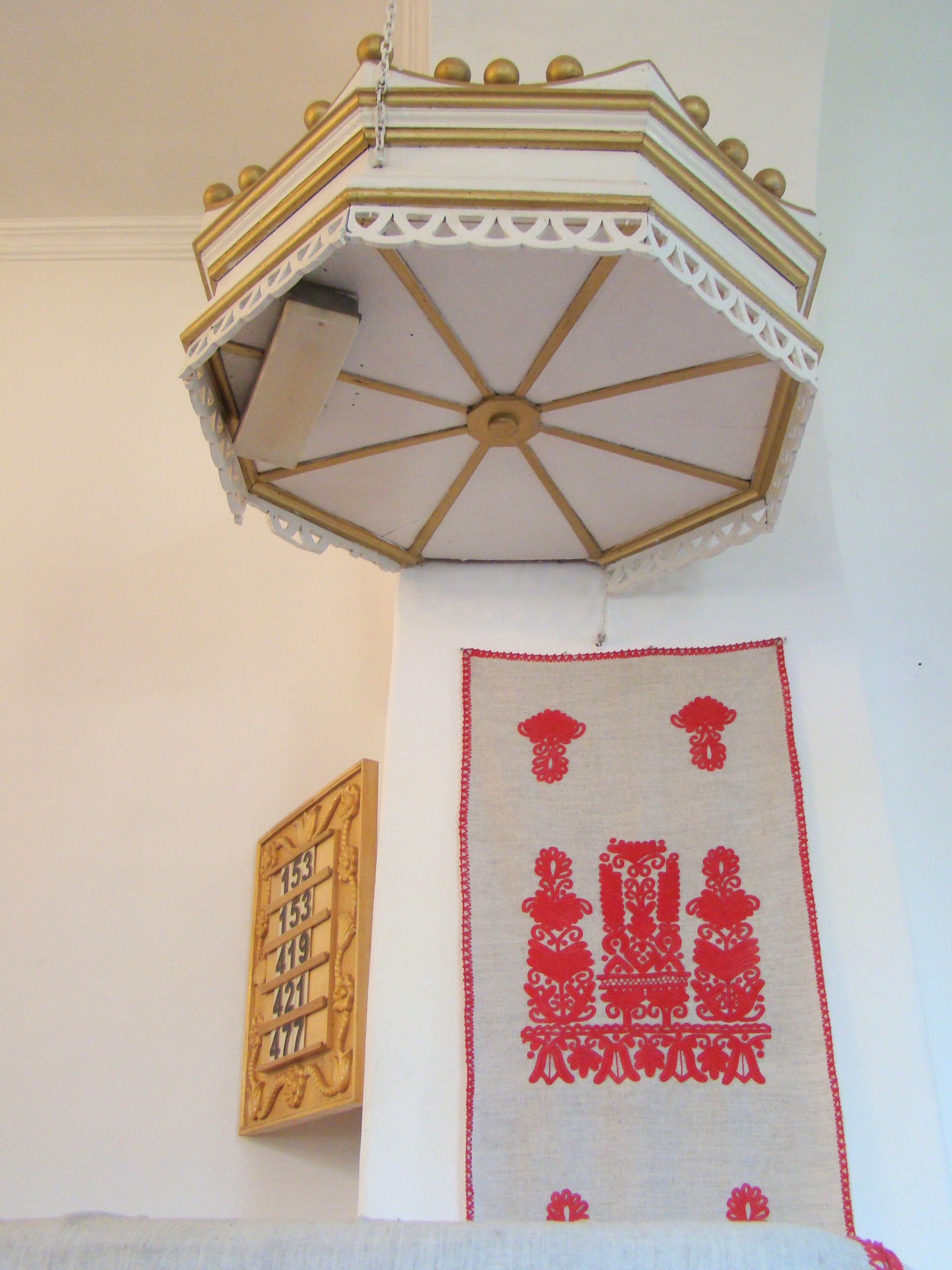
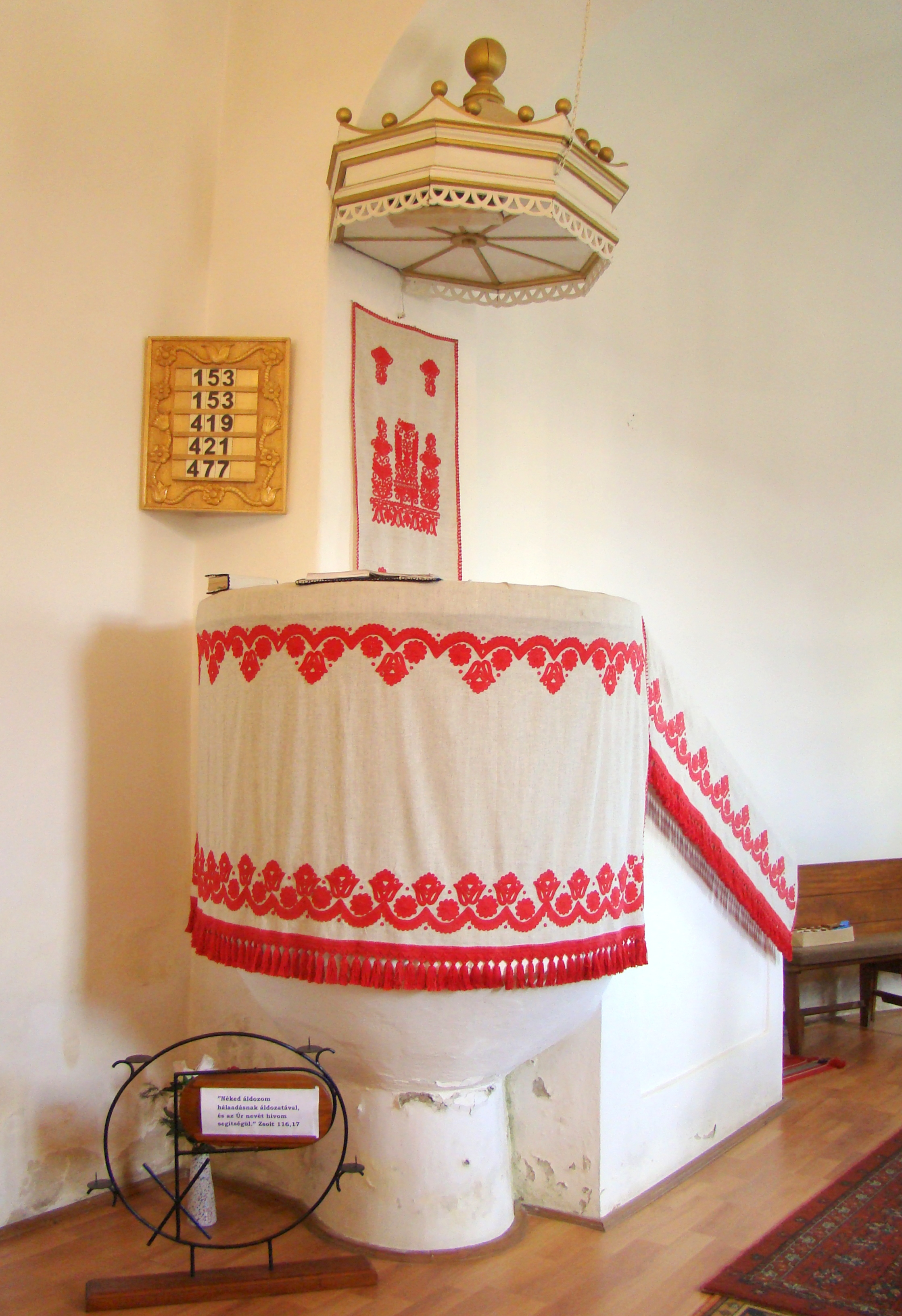
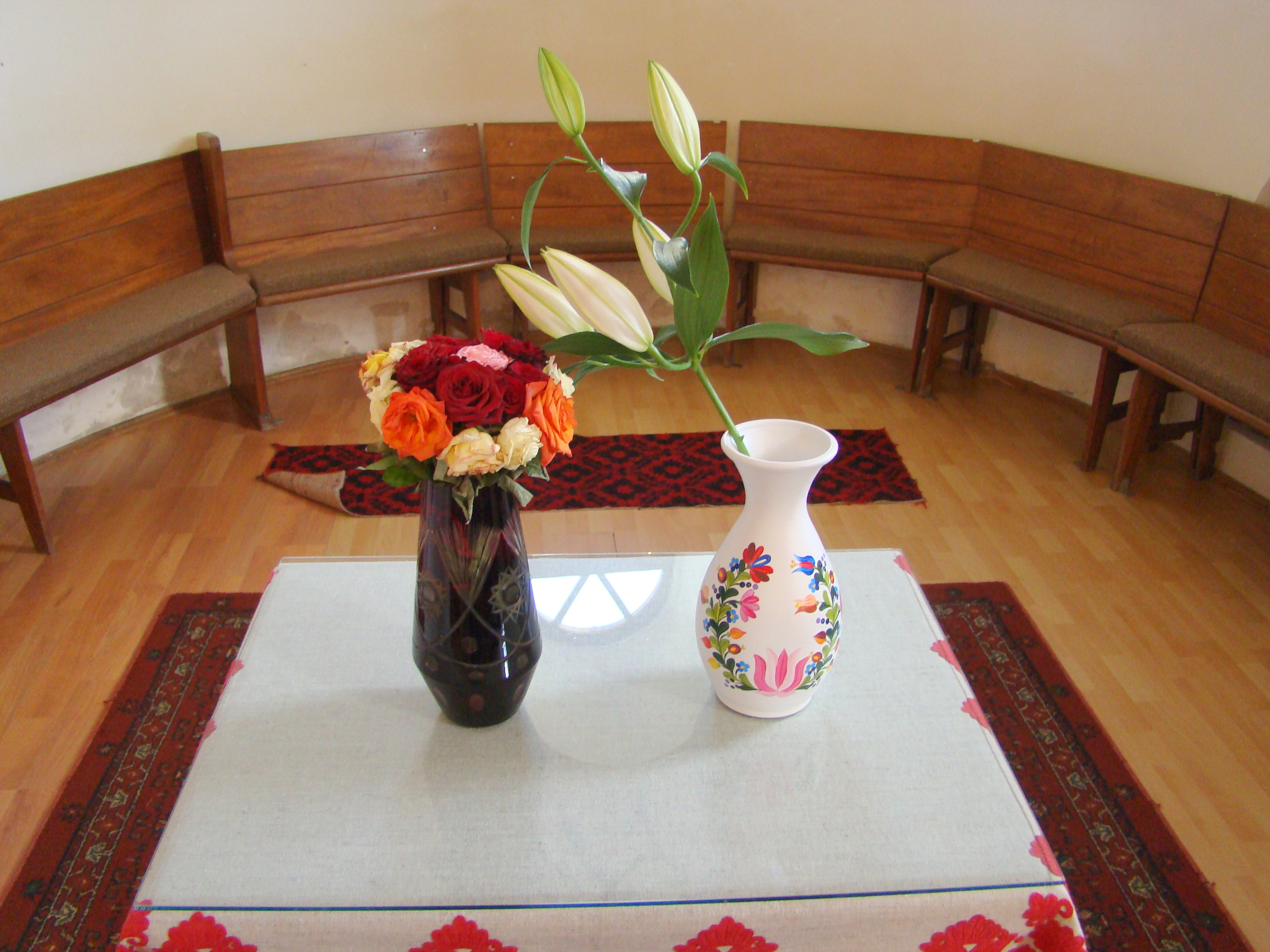
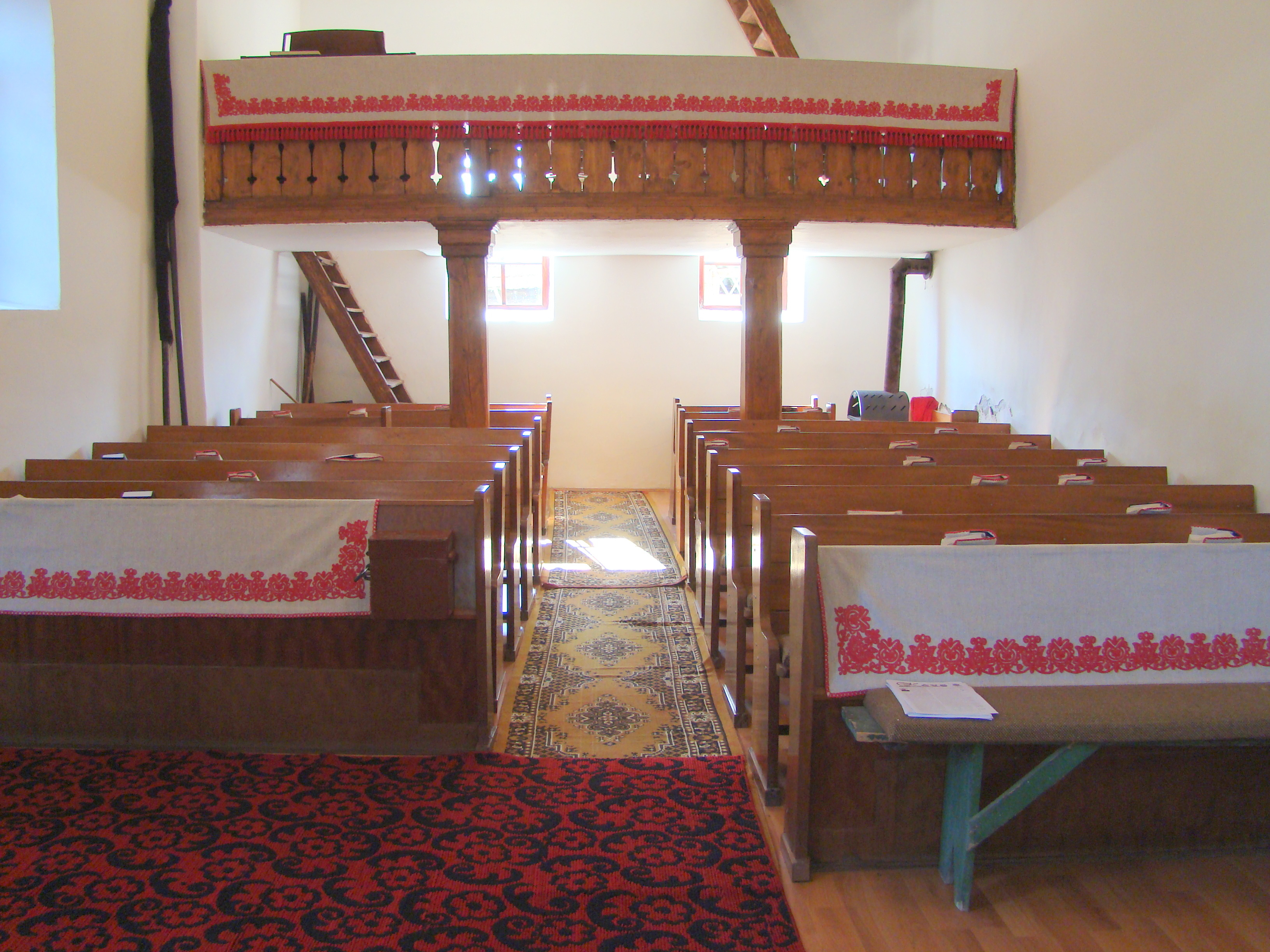
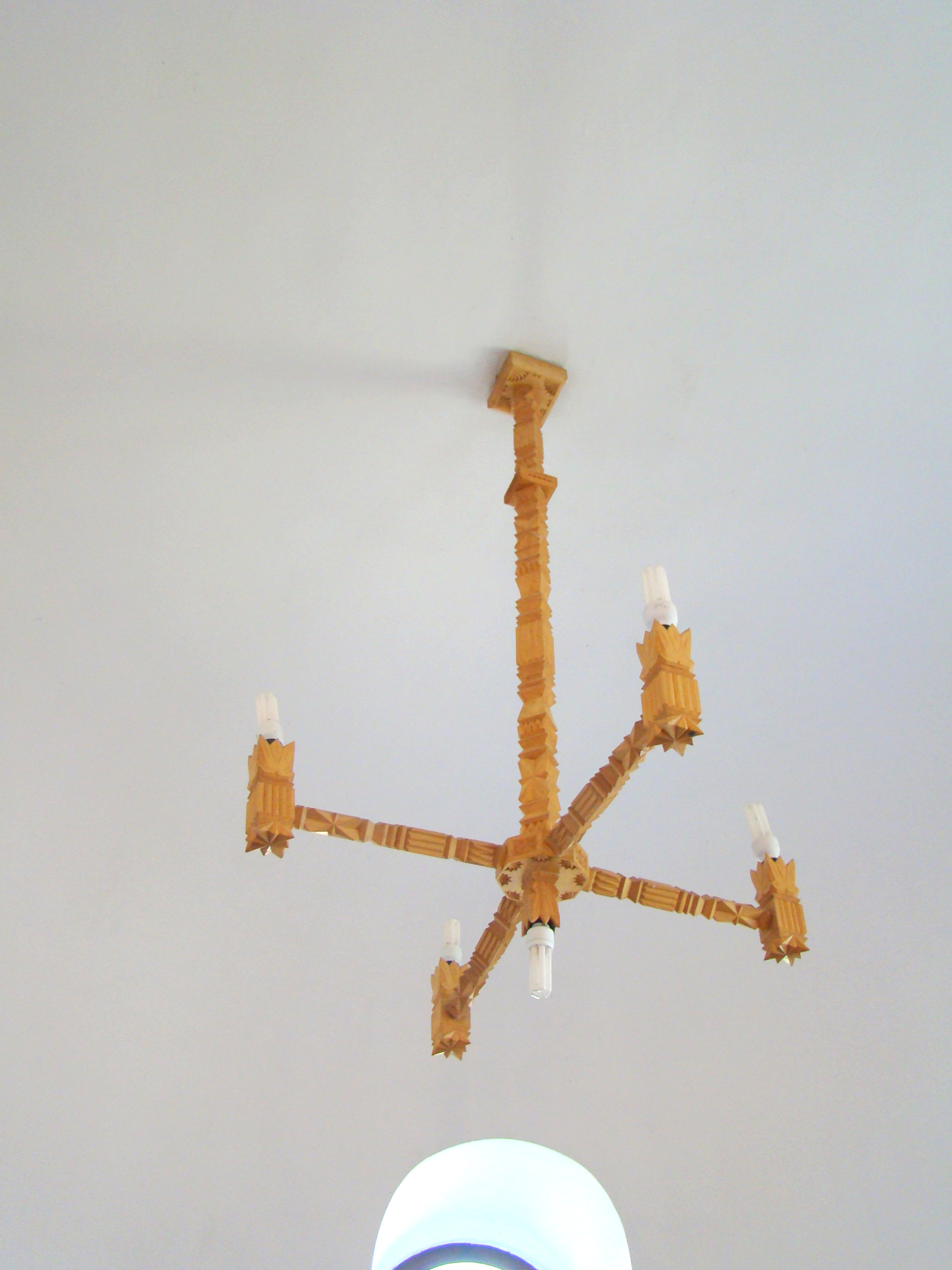
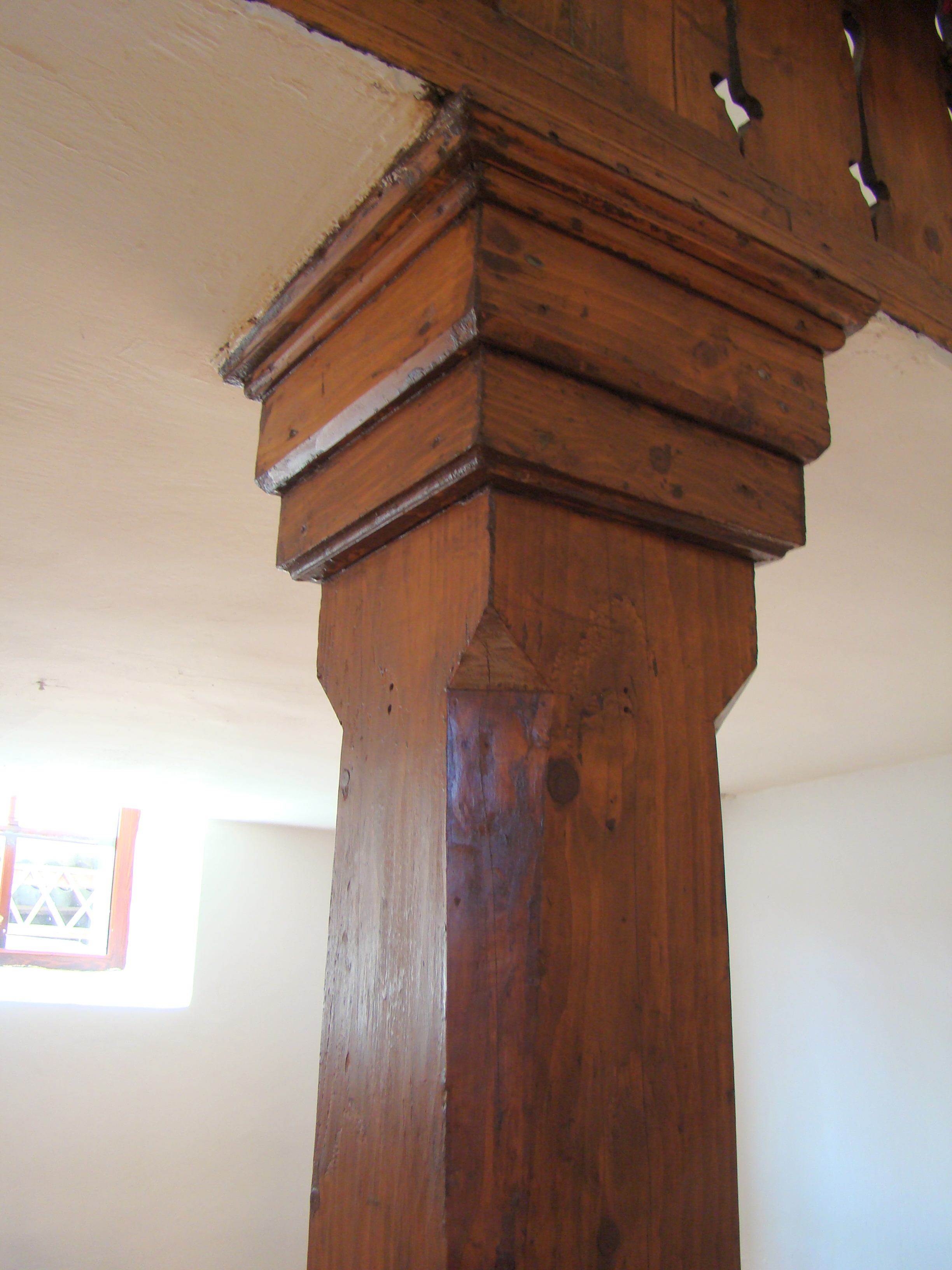
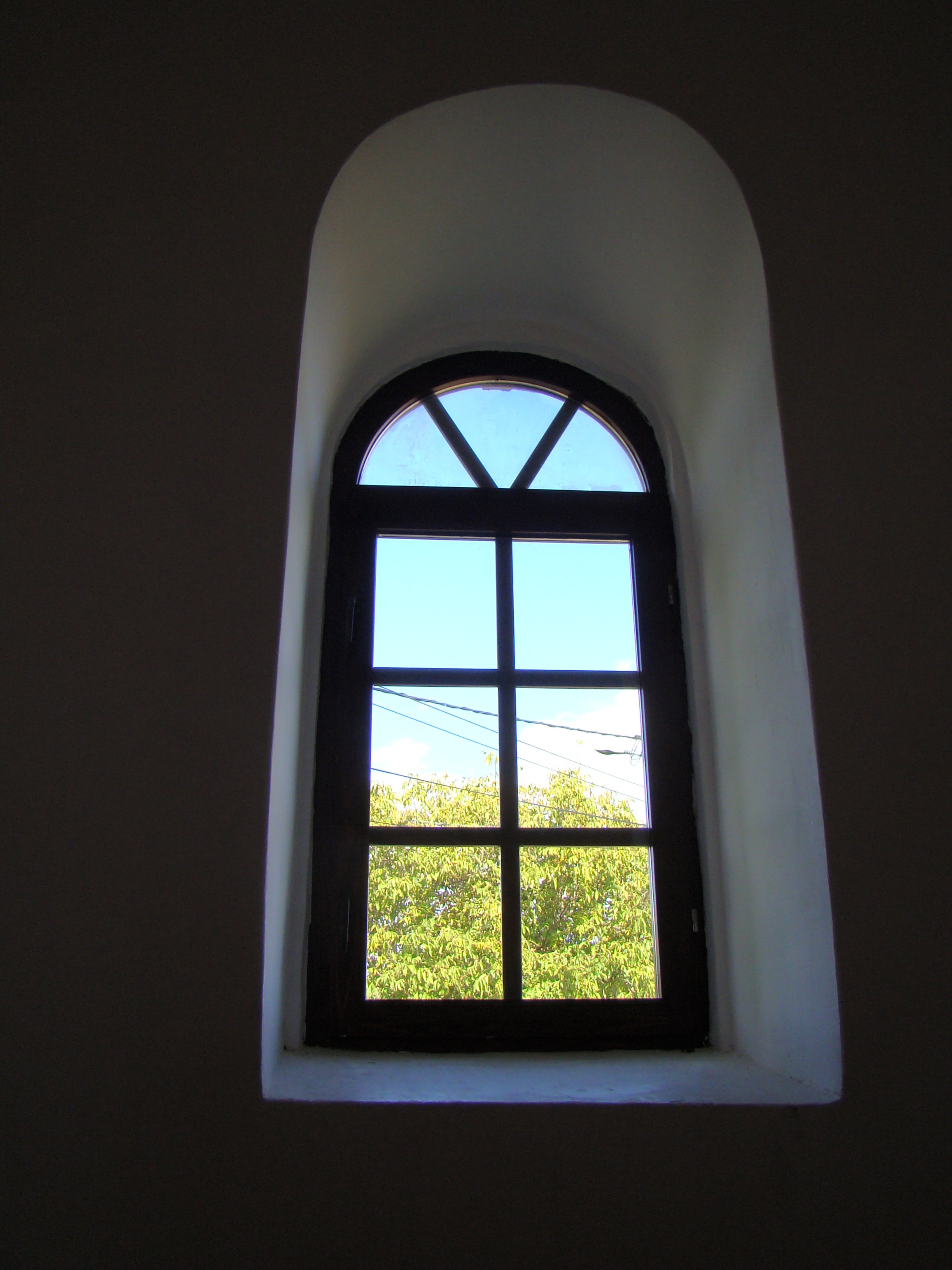
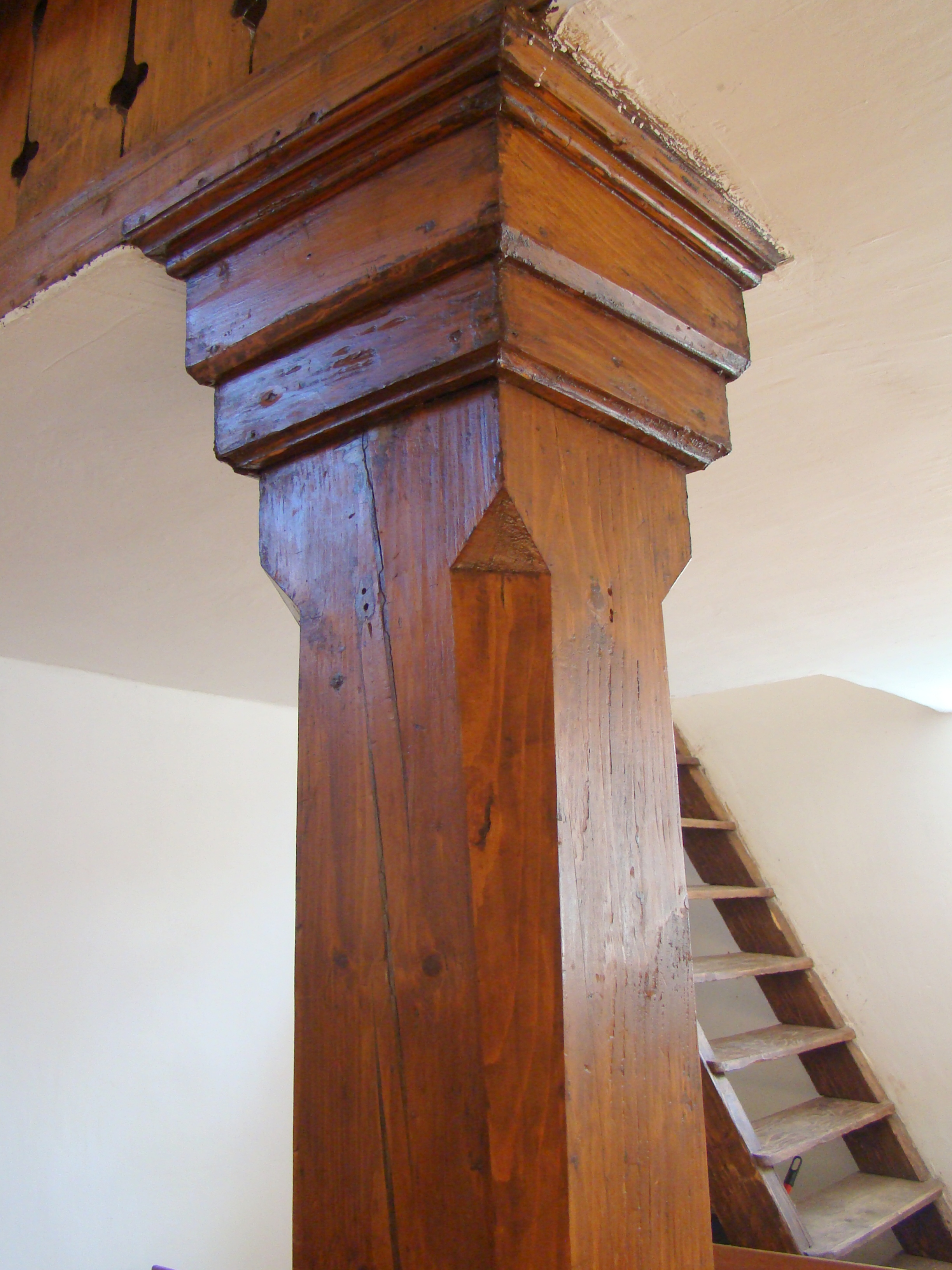
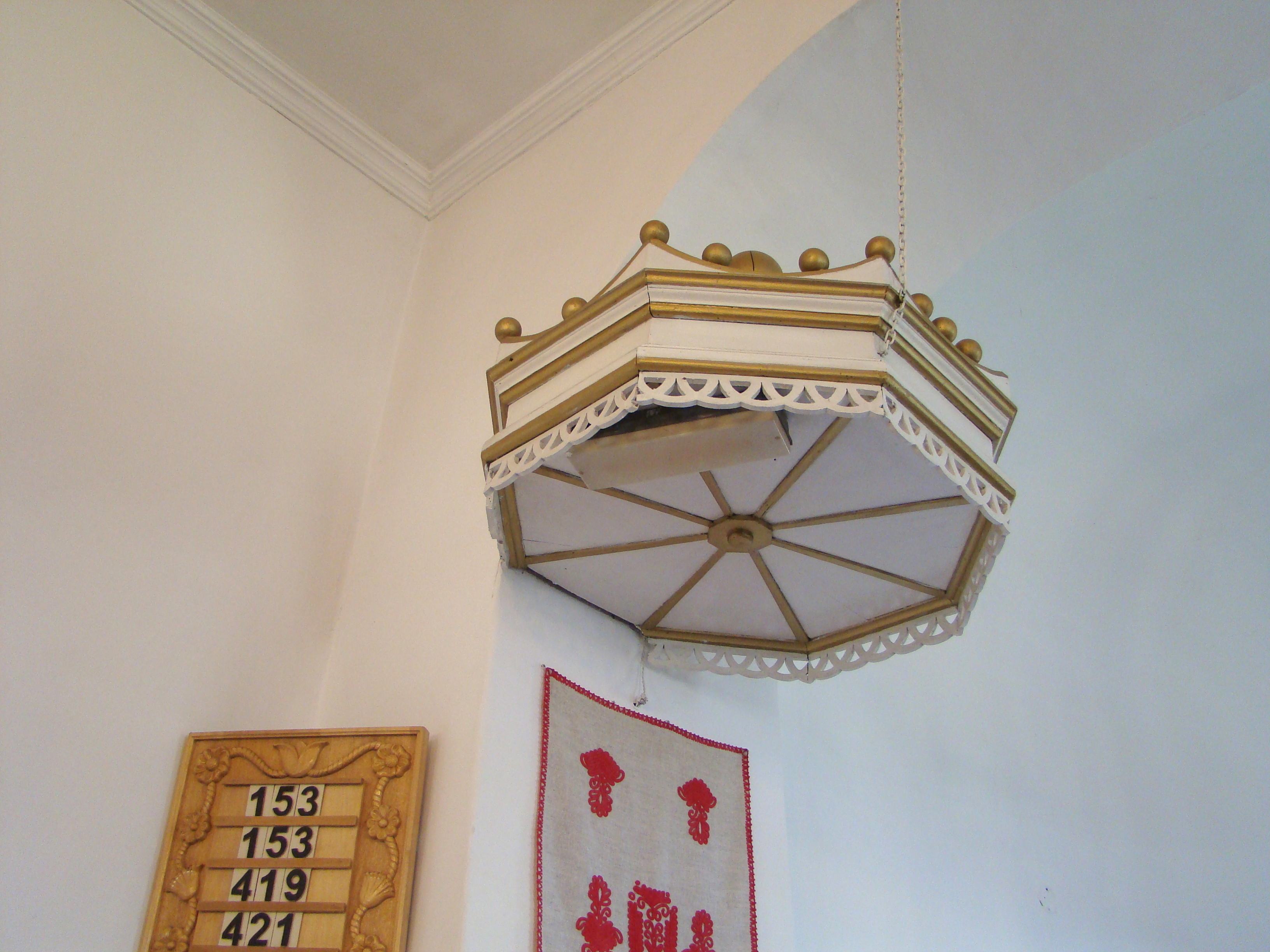
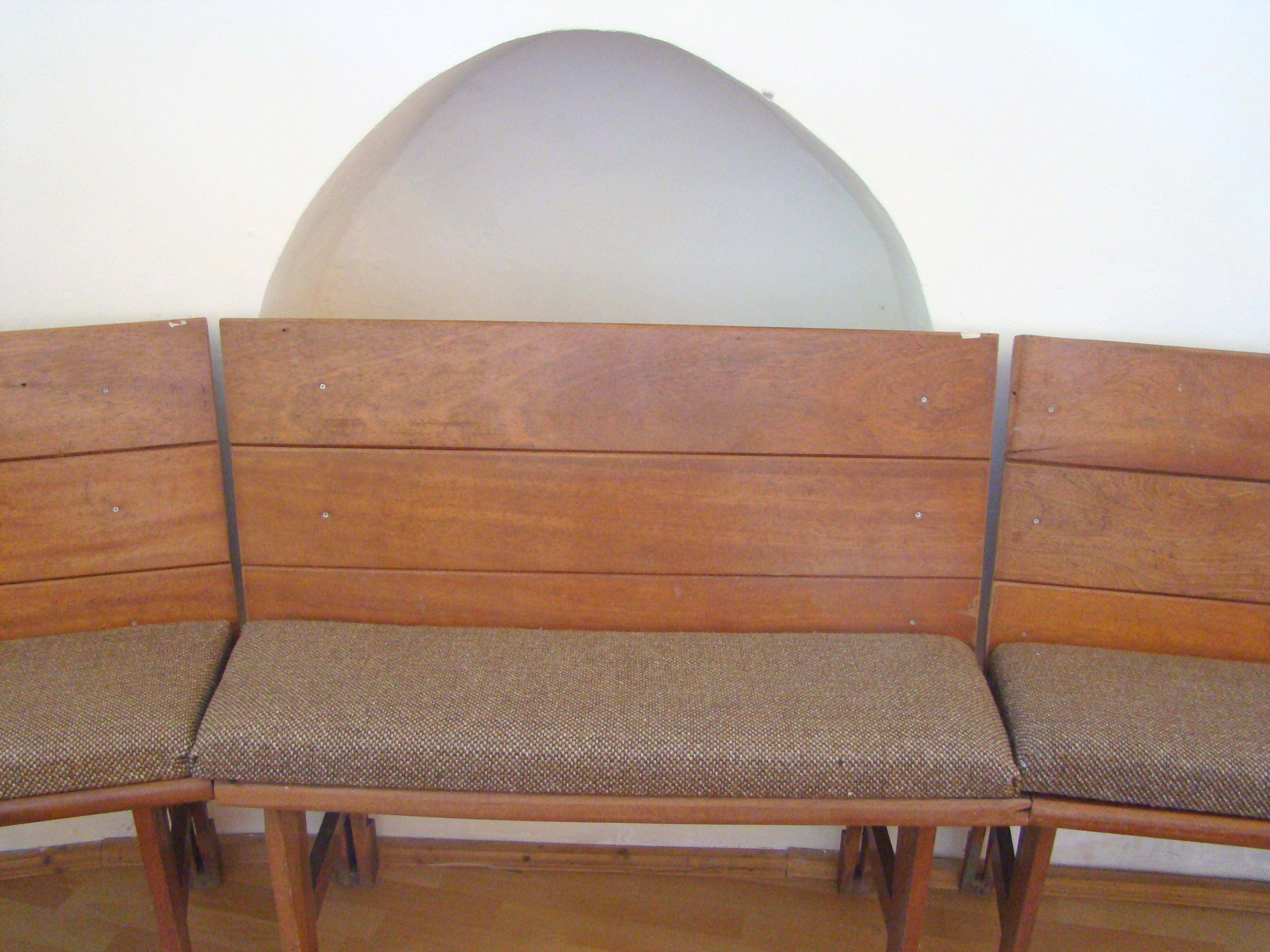
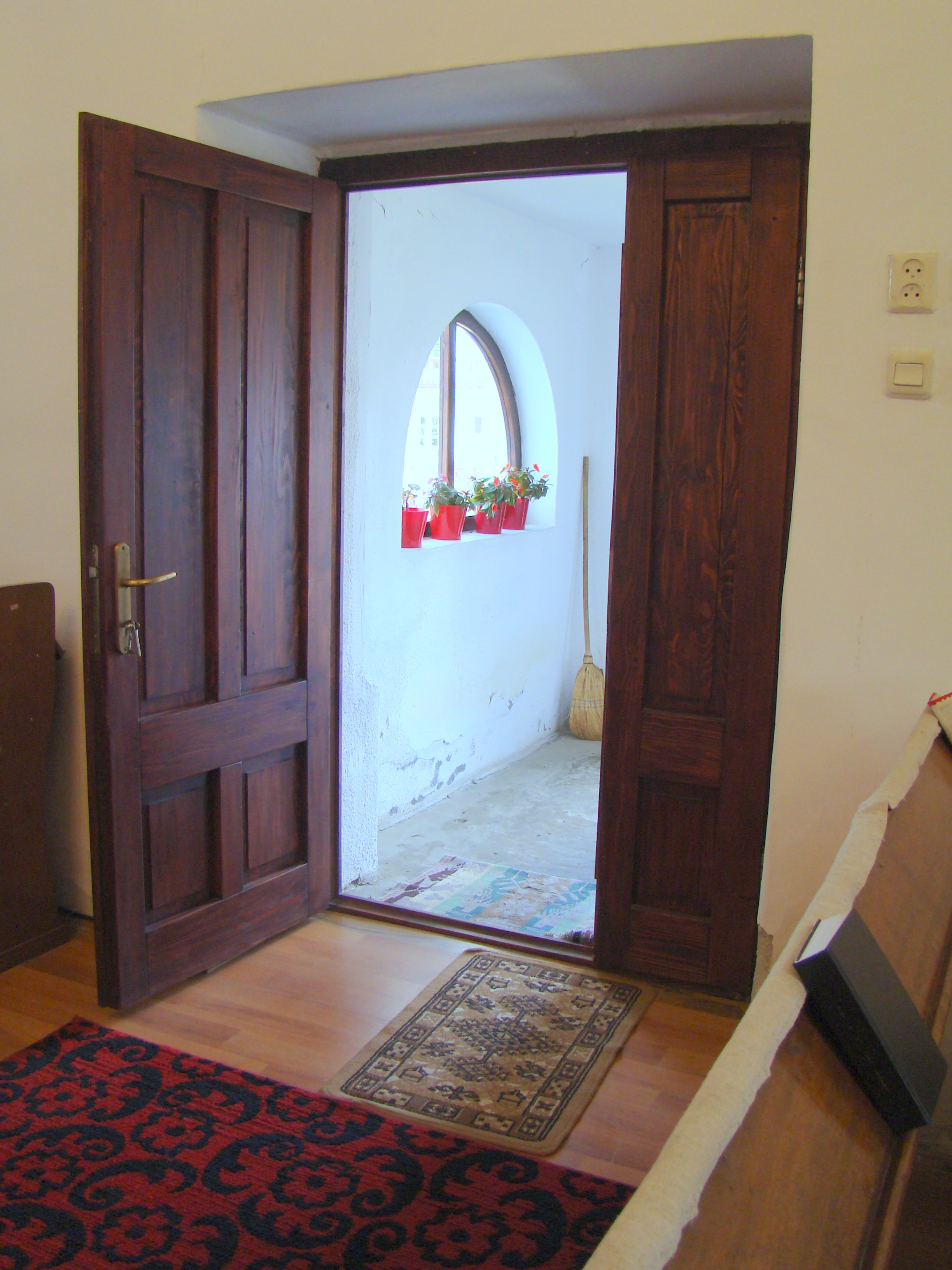